# جمبيتكو
جمبيتكو «جمسة للبترول» أو (بالإنجليزية: GEMPETCO - Gemsa Petroleum Co) هي إحدى شركات قطاع البترول المصري والتي تأسست عام 1989 بموجب القانون رقم 44 لسنة 1984 المعدل بالقانون رقم 8 لسنة 1988 لكي تقوم بالإستكشاف والتنقيب عن البترول والغاز الطبيعي.

## مناطق امتياز الشركة

### شرق جمسة
- تأسست شركة جمسة للبترول «جمبيتكو» طبقا لاتفاقية الامتياز الموقعة بين الحكومة المصرية وتمثلها الهيئة المصرية العامة للبترول (بالإنجليزية: Egyptian General Petroleum Corporation- EGPC) وشركة شل ويننج إن في (بالإنجليزية: Shell Winning N.V.) بموجب القانون رقم 44 لسنة 1984 الصادر في 27 مارس 1984 للبحث عن البترول واستغلاله في منطقة شرق جمسة البحرية (قطاع رقم 29) بحوض خليج السويس.[1]
- في 22 فبراير 1988 تم تعديل الاتفاقية بموجب القانون رقم 8 لسنة 1988.[2]
- في 17 أغسطس 1995 تنازلت شركة شل ويننج ان في عن 100% من حقوقها في اتفاقية الالتزام إلى شركة بيكو انترناشيونال بتروليم سرفيسيز بنما اس ايه.[3]
- في 29 أكتوبر 1997 تنازلت شركة بيكو انترناشيونال بتروليم سرفيسيز بنما اس ايه عن 14% من حقوقها في اتفاقية الالتزام إلى شركة ايجيبت ناتشورال ريسورسيز.[3]
- في 8 مارس 1999 تنازلت شركة ايجيبت ناتشورال ريسورسيز عن 100% (نسبة الـ 14%) من حقوقها في اتفاقية الالتزام إلى شركة بيكو انترناشيونال بتروليم سرفيسيز بنما اس ايه.[3]
- في 18 أبريل 2007 تنازلت شركة بيكو انترناشيونال بتروليم سرفيسيز بنما اس ايه عن 100% من حقوقها في اتفاقية الالتزام إلى شركة بيكو جمسة بتروليم كومباني ليمتد.[3]
- بموجب القانون رقم 98 لسنة 2013 الصادر في 26 سبتمبر 2013 تم تعديل اتفاقية الالتزام في منطقة شرق جمسة البحرية (قطاع رقم 29) بحوض خليج السويس لتصبح بين كل من الهيئة المصرية العامة للبترول وشركة بيكو جمسة بتروليم كومباني ليمتد.[3]

### شمال الزعفرانة
- تأسست شركة الزعفرانة للبترول «زافكو» عند تاريخ الاكتشاف التجاري (في 17 يناير 1993) بموجب القانون رقم 25 لسنة 1989 الصادر في 10 مايو 1989 للبحث عن البترول واستغلاله في منطقة شمال زعفرانة البحرية بخليج السويس، ككيان مشترك بين كل من الهيئة المصرية العامة للبترول وشركة بي جي ايجيبت اس ايه (50%) وشركة يوكونج ليمتد (25%) وشركة يونيون باسيفيك بتروليم سويس ليمتد (25%).[4][5][6]
- في 18 ديسمبر 1999 تنازلت شركة بي جي ايجيبت اس ايه عن جميع حقوقها والتزاماتها (50%) إلى كل من شركة بيكو انترناشونال بتروليم سيرفيسيز بنما إس ايه بنصيب قدره (30%) وشركة ميديل إيست جاز أند إنرجي أسوسيشن إس ايه إي بنصيب قدره (20%).[6]
- في 3 سبتمبر 2005 تنازلت شركة ميديل إيست جاز أند إنرجي أسوسيشن إس ايه إي عن جميع حقوقها والتزاماتها (20%) إلى شركة صحاري للزيت والغاز.[6]
- في 18 أبريل 2007 تنازلت شركة بيكو انترناشونال بتروليم سيرفيسيز بنما إس ايه عن جميع حقوقها والتزاماتها (30%) إلى شركة بيكو زعفرانة بتروليم كومباني ليمتد.[6]
- تغير اسم شركة يونيون باسيفيك بتروليم سويس ليمتد إلى أر إم إي بتروليم سويس ليمتد ثم تغير إلى أناداركو بتروليم سويس ليمتد ثم إلى أوشينير بتروليم سويس ليمتد.[6]
- تغير اسم شركة يوكونج ليمتد إلى اس كيه انوفيشن كومباني ليمتد والتي تنازلت في 27 يوليو 2013 عن جميع حقوقها والتزاماتها (25%) إلى شركة أوشينير بتروليم سويس ليمتد.[6]
- في 5 يوليو 2015 تنازلت شركة أوشينير بتروليم سويس ليمتد عن جميع حقوقها والتزاماتها (50%) إلى شركة أوشينير زعفرانة ليمتد.
- استحوذت كايرون بتروليم كوربوريشن على جميع أسهم شركة كايرون فاينانس ليمتد المالكة لشركة بيكو زعفرانة بتروليم كومباني ليمتد، وعليه تم تغيير اسمها إلى شركة كايرون زعفرانة بتروليم كومباني ليمتد.[6]
- في عام 2000 أصدر وزير البترول المصري قرارا بتولي مجلس إدارة شركة جيمبتكو إدارة شركتي جيمبتكو وزافكو وأصبحت شركة جيمبتكو المشغل لكلا منطقتي الامتياز بجمسة والزعفرانة
- بموجب القانون رقم 168 لسنة 2018 الصادر في 2 أغسطس 2018 أصبحت شركة الزعفرانة للبترول «زافكو» هي الكيان المشترك «الشركة القائمة بالعمليات» بين كل من الهيئة المصرية العامة للبترول وشركة كايرون زعفرانة بتروليم كومباني ليمتد وشركة أوشينير زعفرانة ليمتد وشركة صحاري للزيت والغاز للبحث عن البترول واستغلاله في منطقة شمال الزعفرانة البحرية بخليج السويس.[6]

## الشركاء

### شرق جمسة
- الهيئة المصرية العامة للبترول.
- بيكو جمسة بتروليم كومباني ليمتد (بيكو «كايرون»).

### شمال الزعفرانة
- الهيئة المصرية العامة للبترول.
- كايرون زعفرانة بتروليم كومباني ليمتد (بيكو «كايرون»).
- أوشينير زعفرانة ليمتد.
- صحاري للزيت والغاز.

## رؤساء الشركة
- محروس معتمد عميش (أغسطس 2025 - حتى الآن)
- محمد السيد المليجي (مايو 2022 - أغسطس 2025).[7]
- إبراهيم فتحي زهران (مايو 2020 - مايو 2022).[8]
- علي فاروق قنديل (26 نوفمبر 2019 - مايو 2020).[9][10]
- محمد السيد عبد الخالق (17 ديسمبر 2018 - 26 نوفمبر 2019).[10][11]
- محمد كمال السلاوي (14 مارس 2017 - 17 ديسمبر 2018).[10][12]
- سمير النجار (10 مارس 2016 - 14 مارس 2017).[12][13]
- عادل علي فهمي (17 فبراير 2015 - 10 مارس 2016).[10][14][15]
- مجدي فهمي (30 يناير 2012 - 30 أكتوبر 2014).[10][16]
- أحمد صقر (6 يوليو 2011 - 15 يناير 2012).[10][17]
- مصطفى عبد العزيز (26 أغسطس 2010 - 28 يونيو 2011).[10]
- عز الدين عبد العال (15 أبريل 2010 - 25 أغسطس 2010).[10][18]
- مجدي عبد الله (26 فبراير 2006 - 15 أبريل 2010).[10][18]
- شاهين السيد (30 يناير 2004 - 26 فبراير 2006).[10]
- ماجد حسانين (1 نوفمبر 1998 - 29 يناير 2004).[10]
- حمدي الدويك (26 فبراير 1998 - 1 نوفمبر 1998).[10]